# Gleby antropogeniczne
Gleby antropogeniczne – typ gleb gleby powstałych w wyniku działalności człowieka: bezpośredniej (np. nawapnianie gleby, regulacja stosunków wodnych) lub pośredniej (modyfikacja roślinności, wycinanie lasów). Dzielą się na dwa zasadnicze typy:  gleby kulturoziemne (antrosole) ukształtowane przez działalność rolniczą, oraz gleby technogeniczne (technosole) czyli gleby powstałe w wyniku przeobrażenia gleb pierwotnych przez przemysł lub gospodarkę komunalną. Gleby kulturoziemne (antrosole) dzielą się na podtypy: hortisole, antrosole, rigosole, gleby kulturoziemne gruntowo-glejowe. Gleby technogeniczne (technosole) dzielą się z kolei  na podtypy: ekranosole, urbisole, industriosole, edifisole, konstruktosole, aggerosole, turbisole, gleby technogeniczne próchnicze, gleby technogeniczne gruntowo-glejowe, gleby technogeniczne opadowo-glejowehttp://karnet.up.wroc.pl/~kabala/SGP6_Soils.html [dostęp 03.07.2023]
(Ogólnie można wyróżnić dwie grupy gleb technogenicznych (technosoli): technosole industrioziemne i technosole urbanoziemne).
Gleby kulturoziemne występują np. na terenach zajętych przez ogródki działkowe, na których od wielu lat uprawia się warzywa, systematycznie je do tego uzdatniając. Gleby industrioziemne i urbanoziemne w Polsce najpowszechniej występują na Górnym Śląsku.
Przykłady gleb antropogenicznych: hortisole, rigosole, urbisole, industrisole, plaggosole, heilutu.
Według Systematyki Gleb Polski 2019
podział gleb antropogenicznych wygląda następująco:
Rząd gleby: Gleby antropogeniczne
Typ gleby: gleby kulturoziemne (antrosole)
Podtyp gleby:
- hortisole - gleby ogrodowe, o głębokim poziomie akumulacyjnym, bogate w próchnicę, fosfor ogólny, węgiel ogólny[2], zbliżone do czarnoziemów
- antrosole
- rigosole - gleby poprzekształcane na skutek uprawy mechanicznej, zmiany profilu, wprowadzenia kompostu
- gleby kulturoziemne gruntowo-glejowe

Typ gleby: gleby technogeniczne (technosole)
Podtyp gleby:
- ekranosole
- urbisole
- industriosole
- edifisole
- konstruktosole
- aggerosole
- turbisole
- gleby technogeniczne próchnicze
- gleby technogeniczne gruntowo-glejowe
- gleby technogeniczne opadowo-glejowe

http://karnet.up.wroc.pl/~kabala/SGP6_Soils.html [dostęp 03.07.2023]
W uogólnionym podziale gleby technogeniczne (technosole) są to gleby urbanoziemne i industrioziemne.
Gleby antropogeniczne o niewykształconym profilu – powstają współcześnie, nie wykazują morfologicznego zróżnicowania na poziomy genetyczne.
a) gleby antropogeniczne próchnicze - posiadają zwiększone poziomy próchnicze, na skutek działalności komunalnej i przemysłowej
b) pararędziny antropogeniczne - gleby z terenów miejskich, pochodzące głównie z gruzu zniszczonych zabudowań, z pyłu wapiennego, posiadają próchnicę
c) gleby słone antropogeniczne - gleby powstałe w wyniku stosowania soli przeciw gołoledzi, a także w wyniku zanieczyszczeń przemysłowych.